# US Open de 2015 - Dia a dia
Estes foram os jogos realizados nas quadras mais importantes a partir do primeiro dia das chaves principais.
Células em lavanda indicam sessão noturna.

## Dia 1 (31 de agosto)
- Cabeças de chave eliminados:
  - Simples masculino:  Kei Nishikori [4],  Gaël Monfils [16]
  - Simples feminino:  Ana Ivanovic [7],  Karolína Plíšková [8],  Carla Suárez Navarro [10],  Jelena Janković [21],  Sloane Stephens [29],  Svetlana Kuznetsova [30]

Ordem dos jogos:
| Arthur Ashe Stadium                      | Arthur Ashe Stadium | Arthur Ashe Stadium  | Arthur Ashe Stadium      |
| Evento                                   | Vencedor(a)/(es/as) | Derrotado(a)/(os/as) | Resultado                |
| ---------------------------------------- | ------------------- | -------------------- | ------------------------ |
| Simples feminino – 1ª fase               | Dominika Cibulková  | Ana Ivanović [7]     | 6–3, 3–6, 6–3            |
| Simples feminino – 1ª fase               | Venus Williams [23] | Mónica Puig          | 6–4, 76–7, 6–3           |
| Simples masculino – 1ª fase              | Novak Djokovic [1]  | João Souza           | 6–1, 6–1, 6–1            |
| Cerimônia de abertura do US Open de 2015 |                     |                      |                          |
| Simples feminino – 1ª fase               | Serena Williams [1] | Vitalia Diatchenko   | 6–0, 2–0, ab.            |
| Simples masculino – 1ª fase              | Rafael Nadal [8]    | Borna Ćorić          | 6–3, 6–2, 4–6, 6–4       |
| Louis Armstrong Stadium                  |                     |                      |                          |
| Evento                                   | Vencedor(a)/(es/as) | Derrotado(a)/(os/as) | Resultado                |
| Simples masculino – 1ª fase              | Benoît Paire        | Kei Nishikori [4]    | 6–4, 3–6, 4–6, 7–66, 6–4 |
| Simples masculino – 1ª fase              | Marin Čilić [9]     | Guido Pella [Q]      | 6–3, 7–63, 7–63          |
| Simples feminino – 1ª fase               | Coco Vandeweghe     | Sloane Stephens [29] | 6–4, 6–3                 |
| Simples masculino – 1ª fase              | Illya Marchenko [Q] | Gaël Monfils [16]    | 2–6, 6–4, 5–0, ab.       |
| Grandstand                               |                     |                      |                          |
| Evento                                   | Vencedor(a)/(es/as) | Derrotado(a)/(os/as) | Resultado                |
| Simples masculino – 1ª fase              | Mardy Fish [PR]     | Marco Cecchinato     | 56–7, 6–3, 6–1, 6–3      |
| Simples feminino – 1ª fase               | Anna Tatishvili [Q] | Karolína Plíšková    | 6–2, 6–1                 |
| Simples masculino – 1ª fase              | David Ferrer [7]    | Radu Albot           | 4–6, 7–5, 6–1, 6–0       |
| Simples feminino – 1ª fase               | Madison Keys [19]   | Klára Koukalová      | 6–2, 6–4                 |

## Dia 2 (1º de setembro)
- Cabeças de chave eliminados:
  - Simples masculino:  Gilles Simon [11]
  - Simples feminino:  Lucie Šafářová [6],  Timea Bacsinszky [14],  Alizé Cornet [27],  Irina-Camelia Begu [28]

Ordem dos jogos:
| Arthur Ashe Stadium         | Arthur Ashe Stadium    | Arthur Ashe Stadium    | Arthur Ashe Stadium |
| Evento                      | Vencedor(a)/(es/as)    | Derrotado(a)/(os/as)   | Resultado           |
| --------------------------- | ---------------------- | ---------------------- | ------------------- |
| Simples feminino – 1ª fase  | Simona Halep [2]       | Marina Erakovic        | 6–2, 3–0, ab.       |
| Simples feminino – 1ª fase  | Caroline Wozniacki [4] | Jamie Loeb [WC]        | 6–2, 6–0            |
| Simples masculino – 1ª fase | Roger Federer [2]      | Leonardo Mayer         | 6–1, 6–2, 6–2       |
| Simples masculino – 1ª fase | Andy Murray [3]        | Nick Kyrgios           | 7–5, 6–3, 4–6, 6–1  |
| Simples feminino – 1ª fase  | Petra Kvitová [5]      | Laura Siegemund [Q]    | 6–1, 6–1            |
| Louis Armstrong Stadium     |                        |                        |                     |
| Evento                      | Vencedor(a)/(es/as)    | Derrotado(a)/(os/as)   | Resultado           |
| Simples feminino – 1ª fase  | Lesia Tsurenko         | Lucie Šafářová [6]     | 6–4, 6–1            |
| Simples masculino – 1ª fase | John Isner [13]        | Malek Jaziri           | 6–2, 6–3, 6–4       |
| Simples feminino – 1ª fase  | Victoria Azarenka [20] | Lucie Hradecká         | 6–1, 6–2            |
| Simples masculino – 1ª fase | Stan Wawrinka [5]      | Albert Ramos-Viñolas   | 7–5, 6–4, 7–66      |
| Grandstand                  |                        |                        |                     |
| Evento                      | Vencedor(a)/(es/as)    | Derrotado(a)/(os/as)   | Resultado           |
| Simples feminino – 1ª fase  | Angelique Kerber       | Alexandra Dulgheru     | 6–3, 6–1            |
| Simples masculino – 1ª fase | Tomáš Berdych [6]      | Bjorn Fratangelo [WC]  | 6–3, 6–2, 6–4       |
| Simples feminino – 1ª fase  | Andrea Petkovic [18]   | Caroline Garcia        | 3–6, 6–4, 7–5       |
| Simples masculino – 1ª fase | Jack Sock [28]         | Víctor Estrella Burgos | 6–2, 6–3, 6–2       |

## Dia 3 (2 de setembro)
- Cabeças de chave eliminados:
  - Simples masculino:  Grigor Dimitrov [17]
  - Simples feminino:  Anastasia Pavlyuchenkova [31]
  - Duplas masculinas:  Bob Bryan /  Mike Bryan [1],  Ivan Dodig /  Marcelo Melo [2],  Vasek Pospisil /  Jack Sock [11]

Ordem dos jogos:
| Arthur Ashe Stadium         | Arthur Ashe Stadium        | Arthur Ashe Stadium          | Arthur Ashe Stadium     |
| Evento                      | Vencedor(a)/(es/as)        | Derrotado(a)/(os/as)         | Resultado               |
| --------------------------- | -------------------------- | ---------------------------- | ----------------------- |
| Simples feminino – 2ª fase  | Madison Keys [19]          | Tereza Smitková              | 6–1, 6–2                |
| Simples masculino – 2ª fase | Marin Čilić [9]            | Evgeny Donskoy [Q]           | 6–2, 6–3, 7–5           |
| Simples feminino – 2ª fase  | Serena Williams [1]        | Kiki Bertens [Q]             | 7–65, 6–3               |
| Simples feminino – 2ª fase  | Venus Williams [23]        | Irina Falconi                | 6–3, 26–7, 6–2          |
| Simples masculino – 2ª fase | Novak Djokovic [1]         | Andreas Haider-Maurer        | 6–4, 6–1, 6–2           |
| Louis Armstrong Stadium     |                            |                              |                         |
| Evento                      | Vencedor(a)/(es/as)        | Derrotado(a)/(os/as)         | Resultado               |
| Simples masculino – 2ª fase | Feliciano López [18]       | Mardy Fish [PR]              | 2–6, 6–3, 1–6, 7–5, 6–3 |
| Simples feminino – 2ª fase  | Bethanie Mattek-Sands [WC] | Coco Vandeweghe              | 6–2, 6–1                |
| Simples masculino – 2ª fase | Rafael Nadal [8]           | Diego Schwartzman            | 7–65, 6–3, 7–5          |
| Duplas masculinas – 1ª fase | Steve Johnson Sam Querrey  | Bob Bryan [1] Mike Bryan [1] | 7–64, 5–7, 6–3          |
| Grandstand                  |                            |                              |                         |
| Evento                      | Vencedor(a)/(es/as)        | Derrotado(a)/(os/as)         | Resultado               |
| Simples feminino – 2ª fase  | Madison Brengle            | Anna Tatishvili [Q]          | 6–3, 6–2                |
| Simples masculino – 2ª fase | Milos Raonic [10]          | Fernando Verdasco            | 6–2, 6–4, 56–7, 7–61    |
| Simples feminino – 2ª fase  | Eugenie Bouchard [25]      | Polona Hercog                | 6–3, 26–7, 6–3          |
| Simples masculino – 2ª fase | Jo-Wilfried Tsonga [19]    | Marcel Granollers            | 6–3, 6–4, 6–3           |

## Dia 4 (3 de setembro)
- Cabeças de chave eliminados:
  - Simples masculino:  Ivo Karlović [21],  Jack Sock [28]
  - Simples feminino:   Caroline Wozniacki [4],  Garbiñe Muguruza [9]
  - Duplas masculinas:  Simone Bolelli /  Fabio Fognini [5],  Alexander Peya /  Bruno Soares [10],  Pablo Cuevas /  David Marrero [13],  Feliciano López /  Max Mirnyi [16]
  - Duplas femininas:  Julia Görges /  Klaudia Jans-Ignacik [16]
  - Duplas mistas:  Lucie Hradecká /  Marcin Matkowski [3]

Ordem dos jogos:
| Arthur Ashe Stadium         | Arthur Ashe Stadium    | Arthur Ashe Stadium     | Arthur Ashe Stadium     |
| Evento                      | Vencedor(a)/(es/as)    | Derrotado(a)/(os/as)    | Resultado               |
| --------------------------- | ---------------------- | ----------------------- | ----------------------- |
| Simples feminino – 2ª fase  | Victoria Azarenka [20] | Yanina Wickmayer        | 7–5, 6–4                |
| Simples feminino – 2ª fase  | Simona Halep           | Kateryna Bondarenko [Q] | 6–3, 6–4                |
| Simples masculino – 2ª fase | Andy Murray [3]        | Adrian Mannarino        | 5–7, 4–6, 6–1, 6–3, 6–1 |
| Simples masculino – 2ª fase | Roger Federer [2]      | Steve Darcis            | 6–1, 6–2, 6–1           |
| Simples feminino – 2ª fase  | Petra Cetkovská [PR]   | Caroline Wozniacki [4]  | 6–4, 5–7, 7–61          |
| Louis Armstrong Stadium     |                        |                         |                         |
| Evento                      | Vencedor(a)/(es/as)    | Derrotado(a)/(os/as)    | Resultado               |
| Simples feminino – 2ª fase  | Samantha Stosur [22]   | Evgeniya Rodina         | 6–1, 6–1                |
| Simples masculino – 2ª fase | Stan Wawrinka [5]      | Chung Hyeon             | 7–62, 7–64, 7–66        |
| Simples masculino – 2ª fase | John Isner [13]        | Mikhail Youzhny         | 6–3, 6–4, 6–4           |
| Simples feminino – 2ª fase  | Petra Kvitová [5]      | Nicole Gibbs [WC]       | 6–3, 6–4                |
| Simples feminino – 2ª fase  | Flavia Pennetta [26]   | Monica Niculescu        | 6–1, 6–4                |
| Grandstand                  |                        |                         |                         |
| Evento                      | Vencedor(a)/(es/as)    | Derrotado(a)/(os/as)    | Resultado               |
| Simples feminino – 2ª fase  | Sara Errani [16]       | Jeļena Ostapenko [Q]    | 0–6, 6–4, 6–3           |
| Simples masculino – 2ª fase | Ruben Bemelmans        | Jack Sock [28]          | 4–6, 4–6, 6–3, 2–1, ab. |
| Simples feminino – 2ª fase  | Sabine Lisicki [24]    | Camila Giorgi           | 6–4, 6–0                |
| Simples masculino – 2ª fase | Bernard Tomic [24]     | Lleyton Hewitt [WC]     | 6–3, 6–2, 3–6, 5–7, 7–5 |

## Dia 5 (4 de setembro)
- Cabeças de chave eliminados:
  - Simples masculino:  David Ferrer [7],  Rafael Nadal [8],  Milos Raonic [10],  David Goffin [14],  Andreas Seppi [25],  Tommy Robredo [26]
  - Simples feminino:  Belinda Bencic [12],  Agnieszka Radwańska [15],  Elina Svitolina [17]
  - Duplas masculinas:  Juan Sebastián Cabal /  Robert Farah [14]
  - Duplas femininas:  Garbiñe Muguruza /  Carla Suárez Navarro [8],  Hsieh Su-wei /  Anastasia Rodionova [10],  Anabel Medina Garrigues /  Arantxa Parra Santonja [14]
  - Duplas mistas:  Sania Mirza /  Bruno Soares [1]

Ordem dos jogos:
| Arthur Ashe Stadium         | Arthur Ashe Stadium     | Arthur Ashe Stadium        | Arthur Ashe Stadium        |
| Evento                      | Vencedor(a)/(es/as)     | Derrotado(a)/(os/as)       | Resultado                  |
| --------------------------- | ----------------------- | -------------------------- | -------------------------- |
| Simples feminino – 3ª fase  | Ekaterina Makarova [13] | Elina Svitolina [17]       | 6–3, 7–5                   |
| Simples feminino – 3ª fase  | Venus Williams [23]     | Belinda Bencic [12]        | 6–3, 6–4                   |
| Simples masculino – 3ª fase | Novak Djokovic [1]      | Andreas Seppi [25]         | 6–3, 7–5, 7–5              |
| Simples feminino – 3ª fase  | Serena Williams [1]     | Bethanie Mattek-Sands [WC] | 3–6, 7–5, 6–0              |
| Simples masculino – 3ª fase | Fabio Fognini [32]      | Rafael Nadal [8]           | 3–6, 4–6, 6–4, 6–3, 6–4    |
| Louis Armstrong Stadium     |                         |                            |                            |
| Evento                      | Vencedor(a)/(es/as)     | Derrotado(a)/(os/as)       | Resultado                  |
| Simples masculino – 3ª fase | Marin Čilić [9]         | Mikhail Kukushkin          | 56–7, 7–61, 6–3, 36–7, 6–1 |
| Simples feminino – 3ª fase  | Eugenie Bouchard [25]   | Dominika Cibulková         | 7–69, 4–6, 6–3             |
| Simples masculino – 3ª fase | Jérémy Chardy [27]      | David Ferrer [7]           | 7–66, 4–6, 6–3, 6–1        |
| Grandstand                  |                         |                            |                            |
| Evento                      | Vencedor(a)/(es/as)     | Derrotado(a)/(os/as)       | Resultado                  |
| Simples feminino – 3ª fase  | Kristina Mladenovic     | Daria Kasatkina [LL]       | 6–2, 6–3                   |
| Simples masculino – 3ª fase | Jo-Wilfried Tsonga [19] | Sergiy Stakhovsky          | 6–3, 7–5, 6–2              |
| Simples feminino – 3ª fase  | Anett Kontaveit [Q]     | Madison Brengle            | 6–2, 3–6, 6–0              |
| Simples masculino – 3ª fase | Feliciano López [18]    | Milos Raonic [10]          | 6–2, 7–64, 6–3             |
| Simples feminino – 3ª fase  | Madison Keys [19]       | Agnieszka Radwańska [15]   | 6–3, 6–2                   |

## Dia 6 (5 de setembro)
- Cabeças de chave eliminados:
  - Simples masculino:  Dominic Thiem [20],  Viktor Troicki [22],  Bernard Tomic [24],  Philipp Kohlschreiber [29],  Thomaz Bellucci [30],  Guillermo García-López [31]
  - Simples feminino:  Angelique Kerber [11],  Sara Errani [16],  Andrea Petkovic [18],  Anna Karolína Schmiedlová [32]

Ordem dos jogos:
| Arthur Ashe Stadium         | Arthur Ashe Stadium    | Arthur Ashe Stadium            | Arthur Ashe Stadium      |
| Evento                      | Vencedor(a)/(es/as)    | Derrotado(a)/(os/as)           | Resultado                |
| --------------------------- | ---------------------- | ------------------------------ | ------------------------ |
| Simples feminino – 3ª fase  | Petra Kvitová [5]      | Anna Karolína Schmiedlová [32] | 6–2, 6–1                 |
| Simples masculino – 3ª fase | Roger Federer [2]      | Philipp Kohlschreiber [29]     | 6–3, 6–4, 6–4            |
| Simples feminino – 3ª fase  | Victoria Azarenka [20] | Angelique Kerber [11]          | 7–5, 2–6, 6–4            |
| Simples feminino – 3ª fase  | Simona Halep [2]       | Shelby Rogers                  | 6–2, 6–3                 |
| Simples masculino – 3ª fase | Andy Murray [3]        | Thomaz Bellucci [30]           | 6–3, 6–2, 7–5            |
| Louis Armstrong Stadium     |                        |                                |                          |
| Evento                      | Vencedor(a)/(es/as)    | Derrotado(a)/(os/as)           | Resultado                |
| Simples feminino – 3ª fase  | Johanna Konta [Q]      | Andrea Petkovic [18]           | 7–62, 6–3                |
| Simples masculino – 3ª fase | John Isner [13]        | Jiří Veselý                    | 6–3, 6–4, ab.            |
| Simples feminino – 3ª fase  | Varvara Lepchenko      | Mona Barthel                   | 1–6, 6–3, 6–4            |
| Simples masculino – 3ª fase | Stan Wawrinka [5]      | Ruben Bemelmans                | 6–3, 7–65, 6–4           |
| Grandstand                  |                        |                                |                          |
| Evento                      | Vencedor(a)/(es/as)    | Derrotado(a)/(os/as)           | Resultado                |
| Simples masculino – 3ª fase | Richard Gasquet [12]   | Bernard Tomic [24]             | 6–4, 6–3, 6–1            |
| Simples feminino – 3ª fase  | Samantha Stosur [22]   | Sara Errani [16]               | 7–5, 2–6, 6–1            |
| Simples masculino – 3ª fase | Donald Young           | Viktor Troicki [22]            | 4–6, 0–6, 7–63, 6–2, 6–4 |
| Simples feminino – 3ª fase  | Sabine Lisicki [24]    | Barbora Strýcová               | 6–4, 4–6, 7–5            |

## Dia 7 (6 de setembro)
- Cabeças de chave eliminados:
  - Simples masculino:  Roberto Bautista Agut [23],  Jérémy Chardy [27],  Fabio Fognini [32]
  - Simples feminino:  Ekaterina Makarova [13],  Madison Keys [19],  Eugenie Bouchard [25]
  - Duplas masculinas:  Marcel Granollers /  Marc López [7]
  - Duplas femininas:  Raquel Kops-Jones /  Abigail Spears [6],  Andrea Hlaváčková /  Lucie Hradecká [7],  Michaëlla Krajicek /  Barbora Strýcová [13]
  - Duplas mistas:  Raquel Kops-Jones /  Raven Klaasen [7],  Julia Goerges /  Nenad Zimonjić [8]

Ordem dos jogos:
| Arthur Ashe Stadium         | Arthur Ashe Stadium                           | Arthur Ashe Stadium                           | Arthur Ashe Stadium |
| Evento                      | Vencedor(a)/(es/as)                           | Derrotado(a)/(os/as)                          | Resultado           |
| --------------------------- | --------------------------------------------- | --------------------------------------------- | ------------------- |
| Simples masculino – 4ª fase | Marin Čilić [9]                               | Jérémy Chardy [27]                            | 6–3, 2–6, 7–62, 6–1 |
| Simples feminino – 4ª fase  | Venus Williams [23]                           | Anett Kontaveit [Q]                           | 6–2, 6–1            |
| Simples feminino – 4ª fase  | Serena Williams [1]                           | Madison Keys [19]                             | 6–3, 6–3            |
| Simples masculino – 4ª fase | Novak Djokovic [1]                            | Roberto Bautista Agut [23]                    | 6–3, 4–6, 6–4, 6–3  |
| Simples feminino – 4ª fase  | Kristina Mladenovic                           | Ekaterina Makarova [13]                       | 7–62, 4–6, 6–1      |
| Louis Armstrong Stadium     |                                               |                                               |                     |
| Evento                      | Vencedor(a)/(es/as)                           | Derrotado(a)/(os/as)                          | Resultado           |
| Duplas masculinas – 3ª fase | Dominic Inglot Robert Lindstedt               | Tommy Haas [PR] Radek Štěpánek [PR]           | 6–4, 6–3            |
| Simples masculino – 4ª fase | Jo-Wilfried Tsonga [19]                       | Benoît Paire                                  | 6–4, 6–3, 6–4       |
| Duplas femininas – 3ª fase  | Martina Hingis [1] Sania Mirza [1]            | Michaëlla Krajicek [13] Barbora Strýcová [13] | 6–3, 6–0            |
| Simples masculino – 4ª fase | Feliciano López [18]                          | Fabio Fognini [32]                            | 6–3, 7–65, 6–1      |
| Duplas femininas – 4ª fase  | Roberta Vinci                                 | Eugenie Bouchard [25]                         | w.o.                |
| Grandstand                  |                                               |                                               |                     |
| Evento                      | Vencedor(a)/(es/as)                           | Derrotado(a)/(os/as)                          | Resultado           |
| Duplas femininas – 3ª fase  | Anna-Lena Grönefeld Coco Vandeweghe           | Andrea Hlaváčková [7] Lucie Hradecká [7]      | 6–2, 6–4            |
| Duplas masculinas – 3ª fase | Pierre-Hugues Herbert [12] Nicolas Mahut [12] | Marcel Granollers [7] Marc López [7]          | 6–2, 6–3            |
| Duplas mistas – 2ª fase     | Andrea Hlaváčková Łukasz Kubot                | Taylor Townsend [WC] Donald Young [WC]        | 36–7, 6–1, [10–5]   |
| Duplas masculinas – 3ª fase | Jamie Murray [8] John Peers [8]               | Philipp Oswald Adil Shamasdin                 | 6–4, 6–4            |
| Duplas mistas – 2ª fase     | Anastasia Rodionova Max Mirnyi                | Raquel Kops-Jones [7] Raven Klaasen [7]       | 6–4, 6–3            |

## Dia 8 (7 de setembro)
- Cabeças de chave eliminados:
  - Simples masculino:  Andy Murray [3],  Tomáš Berdych [6],  John Isner [13]
  - Simples feminino:  Samantha Stosur [22],  Sabine Lisicki [24]
  - Duplas masculinas:  Daniel Nestor /  Édouard Roger-Vasselin [9],  Raven Klaasen [15] /  Rajeev Ram [15]
  - Duplas femininas:  Kristina Mladenovic /  Tímea Babos [3],  Karin Knapp /  Roberta Vinci [17]

Ordem dos jogos:
| Arthur Ashe Stadium              | Arthur Ashe Stadium                                  | Arthur Ashe Stadium                          | Arthur Ashe Stadium   |
| Evento                           | Vencedor(a)/(es/as)                                  | Derrotado(a)/(os/as)                         | Resultado             |
| -------------------------------- | ---------------------------------------------------- | -------------------------------------------- | --------------------- |
| Simples feminino – 4ª fase       | Victoria Azarenka [20]                               | Varvara Lepchenko                            | 6–3, 6–4              |
| Simples masculino – 4ª fase      | Stan Wawrinka [5]                                    | Donald Young                                 | 6–4, 1–6, 6–3, 6–4    |
| Simples feminino – 4ª fase       | Flavia Pennetta [26]                                 | Samantha Stosur [22]                         | 6–4, 6–4              |
| Simples masculino – 4ª fase      | Petra Kvitová [5]                                    | Johanna Konta [Q]                            | 7–5, 6–3              |
| Simples feminino – 4ª fase       | Roger Federer [2]                                    | John Isner [13]                              | 7–60, 7–66, 7–5       |
| Louis Armstrong Stadium          |                                                      |                                              |                       |
| Evento                           | Vencedor(a)/(es/as)                                  | Derrotado(a)/(os/as)                         | Resultado             |
| Duplas masculinas – 3ª fase      | Rohan Bopanna [6] Florin Mergea [6]                  | Daniel Nestor [9] Édouard Roger-Vasselin [9] | 46–7, 6–4, 6–3        |
| Simples feminino – 4ª fase       | Simona Halep [2]                                     | Sabine Lisicki [24]                          | 66–7, 7–5, 6–2        |
| Simples masculino – 4ª fase      | Kevin Anderson [15]                                  | Andy Murray [3]                              | 7–65, 6–3, 26–7, 7–60 |
| Simples masculino – 4ª fase      | Richard Gasquet [12]                                 | Tomáš Berdych [6]                            | 2–6, 6–3, 6–4, 6–1    |
| Grandstand                       |                                                      |                                              |                       |
| Evento                           | Vencedor(a)/(es/as)                                  | Derrotado(a)/(os/as)                         | Resultado             |
| Duplas femininas – 3ª fase       | Alla Kudryavtseva [12] Anastasia Pavlyuchenkova [12] | Karin Knapp [17] Roberta Vinci [17]          | 7–62, 2–6, 6–2        |
| Duplas masculinas – 3ª fase      | Jean-Julien Rojer [3] Horia Tecău [3]                | Eric Butorac Scott Lipsky                    | 7–63, 7–5             |
| Duplas masculinas – 3ª fase      | Marcin Matkowski [4] Nenad Zimonjić [4]              | Raven Klaasen [15] Rajeev Ram [15]           | 6–3, 7–64             |
| Duplas mistas – Quartas de final | Martina Hingis [4] Leander Paes [4]                  | Simona Halep Horia Tecău                     | w.o.                  |
| Duplas masculinas – 3ª fase      | Steve Johnson Sam Querrey                            | Michael Russell Donald Young                 | 6–2, 6–4              |

## Dia 9 (8 de setembro)
- Cabeças de chave eliminados:
  - Simples masculino:  Jo-Wilfried Tsonga [19]
  - Simples feminino:  Venus Williams [23]
  - Duplas masculinas:  Jean-Julien Rojer /  Horia Tecău [3],  Nenad Zimonjić /  Marcin Matkowski [4]
  - Duplas femininas:  Chan Hao-ching /  Chan Yung-jan [9],  Andreja Klepač /  Lara Arruabarrena [15]
  - Duplas mistas:  Yaroslava Shvedova /  Juan Sebastián Cabal [6]

Ordem dos jogos:
| Arthur Ashe Stadium                  | Arthur Ashe Stadium                           | Arthur Ashe Stadium                             | Arthur Ashe Stadium      |
| Evento                               | Vencedor(a)/(es/as)                           | Derrotado(a)/(os/as)                            | Resultado                |
| ------------------------------------ | --------------------------------------------- | ----------------------------------------------- | ------------------------ |
| Simples feminino – Quartas de final  | Roberta Vinci                                 | Kristina Mladenovic                             | 6–3, 5–7, 6–4            |
| Simples masculino – Quartas de final | Marin Čilić [9]                               | Jo-Wilfried Tsonga [19]                         | 6–4, 6–4, 3–6, 36–7, 6–4 |
| Simples feminino – Quartas de final  | Serena Williams [1]                           | Venus Williams [23]                             | 6–2, 1–6, 6–3            |
| Simples masculino – Quartas de final | Novak Djokovic [1]                            | Feliciano López [18]                            | 6–1, 3–6, 6–3, 7–62      |
| Louis Armstrong Stadium              |                                               |                                                 |                          |
| Evento                               | Vencedor(a)/(es/as)                           | Derrotado(a)/(os/as)                            | Resultado                |
| Duplas mistas – Quartas de final     | Andrea Hlaváčková Łukasz Kubot                | Anastasia Rodionova Max Mirnyi                  | 6–4, 6–4                 |
| Duplas masculinas – Quartas de final | Pierre-Hugues Herbert [12] Nicolas Mahut [12] | Jean-Julien Rojer [3] Horia Tecau [3]           | 7–65, 6–4                |
| Duplas femininas – Quartas de final  | Martina Hingis [1] Sania Mirza [1]            | Chan Hao-ching [9] Chan Yung-jan [9]            | 7–65, 6–1                |
| Duplas mistas – Quartas de final     | Bethanie Mattek-Sands Sam Querrey             | Yaroslava Shvedova [6] Juan Sebastián Cabal [6] | 3–6, 6–4, [10–6]         |
| Grandstand                           |                                               |                                                 |                          |
| Evento                               | Vencedor(a)/(es/as)                           | Derrotado(a)/(os/as)                            | Resultado                |
| Simples masculino juvenil – 2ª fase  | Taylor Harry Fritz [1]                        | Yusuke Takahashi                                | 6–3, 6–4                 |
| Duplas femininas – Quartas de final  | Sara Errani [11] Flavia Pennetta [11]         | Andreja Klepac [15] Lara Arruabarrena [15]      | 6–0, 5–7 , 6–2           |
| Duplas masculinas – Quartas de final | Jamie Murray [8] John Peers [8]               | Nenad Zimonjic [4] Marcin Matkowski [4]         | 3–6, 6–3, 7–64           |

## Dia 10 (9 de setembro)
- Cabeças de chave eliminados:
  - Simples masculino:  Richard Gasquet [12],  Kevin Anderson [15]
  - Simples feminino:  Petra Kvitová [5],  Victoria Azarenka [20]
  - Duplas masculinas:  Rohan Bopanna /  Florin Mergea [6]
  - Duplas femininas:  Caroline Garcia /  Katarina Srebotnik [5],  Sara Errani /  Flavia Pennetta [11],  Alla Kudryavtseva /  Anastasia Pavlyuchenkova [12]
  - Duplas mistas:  Chan Yung-jan /  Rohan Bopanna [2]

Ordem dos jogos:
| Arthur Ashe Stadium                  | Arthur Ashe Stadium                 | Arthur Ashe Stadium                        | Arthur Ashe Stadium |
| Evento                               | Vencedor(a)/(es/as)                 | Derrotado(a)/(os/as)                       | Resultado           |
| ------------------------------------ | ----------------------------------- | ------------------------------------------ | ------------------- |
| Simples feminino – Quartas de final  | Flavia Pennetta [26]                | Petra Kvitová [5]                          | 4–6, 6–4, 6–2       |
| Simples feminino – Quartas de final  | Simona Halep [2]                    | Victoria Azarenka [20]                     | 6–3, 4–6, 6–4       |
| Simples masculino – Quartas de final | Roger Federer [2]                   | Richard Gasquet [12]                       | 6–3, 6–3, 6–1       |
| Duplas – Exibição                    | Jim Courier Mardy Fish              | Michael Chang John McEnroe                 | 3–6, 6–2, [10–8]    |
| Louis Armstrong Stadium              |                                     |                                            |                     |
| Evento                               | Vencedor(a)/(es/as)                 | Derrotado(a)/(os/as)                       | Resultado           |
| Duplas femininas – Quartas de final  | Anna-Lena Grönefeld Coco Vandeweghe | Caroline Garcia [5] Katarina Srebotnik [5] | 7–65, 7–5           |
| Duplas masculinas – Quartas de final | Steve Johnson Sam Querrey           | Leonardo Mayer João Sousa                  | 6–3, 6–4            |
| Simples masculino – Quartas de final | Stan Wawrinka [5]                   | Kevin Anderson [15]                        | 6–4, 6–4, 6–0       |

## Dia 11 (10 de setembro)
Ordem dos jogos:
| Arthur Ashe Stadium            | Arthur Ashe Stadium                                                                    | Arthur Ashe Stadium                                                                    | Arthur Ashe Stadium |
| Evento                         | Vencedor(a)/(es/as)                                                                    | Derrotado(a)/(os/as)                                                                   | Resultado           |
| ------------------------------ | -------------------------------------------------------------------------------------- | -------------------------------------------------------------------------------------- | ------------------- |
| Simples feminino – Semifinais  | Serena Williams [1] vs. Roberta Vinci                                                  | Serena Williams [1] vs. Roberta Vinci                                                  | cancelado           |
| Simples feminino – Semifinais  | Flavia Pennetta [26] vs. Simona Halep [2]                                              | Flavia Pennetta [26] vs. Simona Halep [2]                                              | cancelado           |
| Louis Armstrong Stadium        |                                                                                        |                                                                                        |                     |
| Evento                         | Vencedor(a)/(es/as)                                                                    | Derrotado(a)/(os/as)                                                                   | Resultado           |
| Duplas masculinas – Semifinais | Pierre-Hugues Herbert [12] Nicolas Mahut [12]                                          | Dominic Inglot Robert Lindstedt                                                        | 7–5, 6–2            |
| Duplas masculinas convidadas   | Pat Cash / Mark Philippoussis vs. John McEnroe / Patrick McEnroe                       | Pat Cash / Mark Philippoussis vs. John McEnroe / Patrick McEnroe                       | cancelado           |
| Duplas masculinas – Semifinais | Jamie Murray [8] John Peers [8]                                                        | Steve Johnson Sam Querrey                                                              | 6–4, 26–7, 7–67     |
| Duplas femininas – Semifinais  | Casey Dellacqua [4] / Yaroslava Shvedova [4] vs. Anna-Lena Grönefeld / Coco Vandeweghe | Casey Dellacqua [4] / Yaroslava Shvedova [4] vs. Anna-Lena Grönefeld / Coco Vandeweghe | 3–4, suspenso       |

## Dia 12 (11 de setembro)
- Cabeças de chave eliminados:
  - Simples masculino:  Stan Wawrinka [5],  Marin Čilić [9]
  - Simples feminino:  Serena Williams [1],  Simona Halep [2]

Ordem dos jogos:
| Arthur Ashe Stadium                        | Arthur Ashe Stadium                        | Arthur Ashe Stadium                   | Arthur Ashe Stadium |
| Evento                                     | Vencedor(a)/(es/as)                        | Derrotado(a)/(os/as)                  | Resultado           |
| ------------------------------------------ | ------------------------------------------ | ------------------------------------- | ------------------- |
| Simples feminino – Semifinais              | Flavia Pennetta [26]                       | Simona Halep [2]                      | 6–1, 6–3            |
| Simples feminino – Semifinais              | Roberta Vinci                              | Serena Williams [1]                   | 2–6, 6–4, 6–4       |
| Simples masculino – Semifinais             | Novak Djokovic [1]                         | Marin Čilić [9]                       | 6–0, 6–1, 6–2       |
| Simples masculino – Semifinais             | Roger Federer [2]                          | Stan Wawrinka [5]                     | 6–4, 6–3, 6–1       |
| Louis Armstrong Stadium                    |                                            |                                       |                     |
| Evento                                     | Vencedor(a)/(es/as)                        | Derrotado(a)/(os/as)                  | Resultado           |
| Simples masculino cadeirante – Semifinais  | Shingo Kunieda [1]                         | Joachim Gérard                        | 6–4, 6–1            |
| Duplas femininas – Semifinais              | Casey Dellacqua [4] Yaroslava Shvedova [4] | Anna-Lena Grönefeld Coco Vandeweghe   | 36–7, 7–5, 7–5      |
| Duplas mistas – Final                      | Martina Hingis [4] Leander Paes [4]        | Bethanie Mattek-Sands Sam Querrey     | 6–4, 3–6, [10–7]    |
| Duplas masculinas cadeirantes – Semifinais | Michaël Jeremiasz Nicolas Peifer           | Joachim Gérard [2] Shingo Kunieda [2] | 6–1, 5–7, [11–9]    |

## Dia 13 (12 de setembro)
- Cabeças de chave eliminados:
  - Duplas masculinas:  Jamie Murray /  John Peers [8]

Ordem dos jogos:
| Arthur Ashe Stadium       | Arthur Ashe Stadium                           | Arthur Ashe Stadium             | Arthur Ashe Stadium |
| Evento                    | Vencedor(a)/(es/as)                           | Derrotado(a)/(os/as)            | Resultado           |
| ------------------------- | --------------------------------------------- | ------------------------------- | ------------------- |
| Duplas masculinas – Final | Pierre-Hugues Herbert [12] Nicolas Mahut [12] | Jamie Murray [8] John Peers [8] | 6–4, 6–4            |
| Simples feminino – Final  | Flavia Pennetta [26]                          | Roberta Vinci                   | 7–64, 6–2           |

## Dia 14 (13 de setembro)
- Cabeças de chave eliminados:
  - Simples masculino:  Roger Federer [2]
  - Duplas femininas:  Casey Dellacqua /  Yaroslava Shvedova [4]

Ordem dos jogos:
| Arthur Ashe Stadium       | Arthur Ashe Stadium                | Arthur Ashe Stadium                        | Arthur Ashe Stadium |
| Evento                    | Vencedor(a)/(es/as)                | Derrotado(a)/(os/as)                       | Resultado           |
| ------------------------- | ---------------------------------- | ------------------------------------------ | ------------------- |
| Duplas femininas – Final  | Martina Hingis [1] Sania Mirza [1] | Casey Dellacqua [4] Yaroslava Shvedova [4] | 6–3, 6–3            |
| Simples masculino – Final | Novak Djokovic [1]                 | Roger Federer [2]                          | 6–4, 5–7, 6–4, 6–4  |